# Markums kapell
Markums kapell / Markoms kapell (äv. Rotekapellet i Markom), ekumeniskt kapell i västra delen av Vibyggerå socken i norra delen av Kramfors kommun, intill gränsen mot Örnsköldsviks kommun.
Kapellet, som ligger i byn Östmarkum, byggdes 1959 och invigdes den 21 juni detta år av kontraktsprosten Zetterqvist i (Sidensjö).
Bakgrunden till att kapellet byggdes var att verksamheten inom Markoms Kristliga Ungdomsförening var i fara på grund av medlemmarnas ålder, lokalbrist samt vikande intresse för dess verksamhet. Föreningen hade sedan 1911 haft lokaler i ortens handelsbod, men hotades nu av uppsägning.
Efter en insamling av medel inom Vibyggerå församling, till vilken samtliga frikyrkosamfund samt en mängd sockenbor bidrog, kunde man bygga kapellet. Uppropet inför insamlingen gällde önskemål om att bygga ett kapell eller ett bönhus, vilket gav det hela en ekumenisk prägel.
Kapellet kom att officiellt benämnas Markoms rotekapell. Det är byggt i trä och har till huvudingång dubbeldörrar. Koret dominerar den lilla salen men kan avskiljas från övriga utrymmen genom vikdörrar. Interiören går i blått och grått. Kornischerna har hemvävda gardiner. I taket hänger en ljuskrona, som har skänkts av fru Eda Sidenbladh i Stockholm. Lampetterna är skänkta av fru Ingeborg Hedberg i Köpmanholmen. Stora salen har 75 sittplatser, vilka kan utökas med ytterligare 50 genom att öppna vikdörrsväggen in till lilla salen. Lilla salen är målad i gul färg och har vit armatur.
Exteriören får sin prägel av den branta taklutningen och takryttaren med vindflöjel.
Klockstapeln har spira samt ett kors och är inspirerad av stapeln vid Vibyggerå gamla kyrka.